# Бугорчатые тли
Бугорчатые тли (лат. Anoeciidae) — семейство полужесткокрылых из надсемейства тлей (Aphidoidea). Члены этого семейства обитают под землёй и питаются на корнях растений. Этот таксон рассматривают также в ранге подсемейтва в семействе настоящих тлей, описан шведским энтомологом Альбертом Туллгреном в 1909 году. Около 30 видов. В Европе 14 видов.

## Описание
Тли мелких и крупных размеров; в длину достигают 1,5—3,9 мм. Краевые бугорки имеются на переднегруди и 1—7 или 1—5 и 7 брюшных тергитах, слабовыпуклые. Длина птеростигмы в 2—2,8 раза больше её ширины. Шпиц короткий. Усики из шести или семи члеников. Последний членик хоботка с обособленным кончиком.

## Экология
Кормятся на дёрне и на корнях злаков и осок.